# Hisayama (Fukuoka)
Hisayama (jap. 久山町 Hisayama-machi) ist eine Gemeinde im Landkreis Kasuya in der Präfektur Fukuoka, Japan.
Die Gemeinde Hisayama hat 8986 Einwohner (Stand: 1. September 2020). Die Fläche beträgt 37,44 km² (Stand: 1. Januar 2023).

## Angrenzende Städte und Gemeinden
- Fukuoka
- Miyawaka
- Koga
- Kasuya
- Sasaguri
- Shingū